# Ezequiel Plaza
Ezequiel Plaza Garay o Exequiel Plaza Garay (Santiago de Chile, 17 de mayo de 1890-Ibid., 19 de octubre de 1946) fue un pintor retratista, naturalista y costumbrista chileno.

## Familia
Su infancia tuvo momentos de tristeza e inestabilidad pues su padre abandonó el hogar dejando a su madre y hermanos. Su tío, Adolfo Plaza, que era técnico en construcción, se hizo cargo de la familia. Este trajo consigo la tranquilidad económica y agregó otros nueve niños. Ezequiel Plaza uso a sus medios hermanos como modelos para sus pinturas.

## Estudios

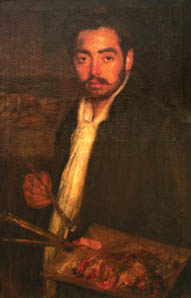
Öleo sobre tela
Pintor Bohemio, 1910

Desde muy niño tuvo aptitudes artísticas. Llamó la atención de su tío Adolfo Plaza, quién lo indujo en el arte, encargándole con tan solo 15 años de edad, la pintura decorativa para los edificios que construía. Posteriormente recibió las enseñanzas de Pedro Godoy, amigo de la familia y artista autodidacta quien encauzó definitivamente su carrera artística.
Ingresa a la Escuela de Bellas Artes en 1906, donde fue alumno de los maestros Pedro Lira Rencoret, Ricardo Richon Brunet y Fernando Álvarez de Sotomayor. Asistió a clases nocturnas de la Escuela de Artes Decorativas donde instruía el escultor de la escuela barcelonesa Antonio Coll y Pi. (1857-1943)
Fue el español Fernando Álvarez de Sotomayor quien ejerció una influencia importante sobre la pintura de Exequiel Plaza Garay y quien lo distinguió entre sus contemporáneos con los que conformó la llamada Generación del Trece.
Fue profesor en la Escuela de Bellas Artes y Consejero del Museo Nacional de Bellas Artes por cuatro años, que corresponden al periodo posterior a la muerte del maestro Alberto Valenzuela Llanos en 1925.

## Su arte

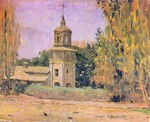
Öleo sobre tela
Iglesia de Lo Valdivieso

Desde su niñez mostró gran capacidad para hacer dibujos y a los diecinueve años de edad había alcanzado madurez plástica; logrando gran reconocimiento en la Exposición del Centenario que se hizo en nuevo edificio del Museo Nacional de Bellas Artes en el año de 1910. Los jueces le consideraron merecedor de la primera medalla, pero atendiendo su corta edad se le otorgó la segunda. Sus obras de mayor relevancia corresponden al periodo de su vida entre los años 1910 a 1926.
Sus pinturas naturalistas, las confeccionó con gran detalle y objetividad en los diferentes temas. Abordó el retrato y los temas costumbristas que aprendió del pintor español Fernando Álvarez de Sotomayor, que tuvo gran influencia en su técnica pictórica.

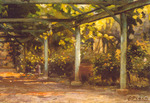
Óleo sobre Tela
Parrón Asoleado

Su habilidad para los detalles y rasgos de la figura humana, pinto los rostros en variados trabajos decorativos participando conjuntamente con compañeros de generación, destacando entre ellos, Pedro Luna, Benito Rebolledo y Alfredo Lobos. Fue requerido como retratista tanto de las personalidades de la época como de personajes históricos y miembros de su familia, lo que le permitía tener ingresos económicos por este concepto.
Su obra comprende más de doscientos cincuenta cuadros con la técnica al óleo y que abarcan los temas que caracterizaron a su generación; paisajes campestres, escenas costumbristas, marinas y retratos de personajes destacados y populares. Predominan en sus telas los colores terrosos y una especial forma de componer las escenas y enfocar los retratos; logrando en todos ellos una unidad armónica y calidad expresiva. También se puede apreciar en su inicio un estilo más depurado de retrato como los maestros Manuel Antonio Caro y Antonio Smith.

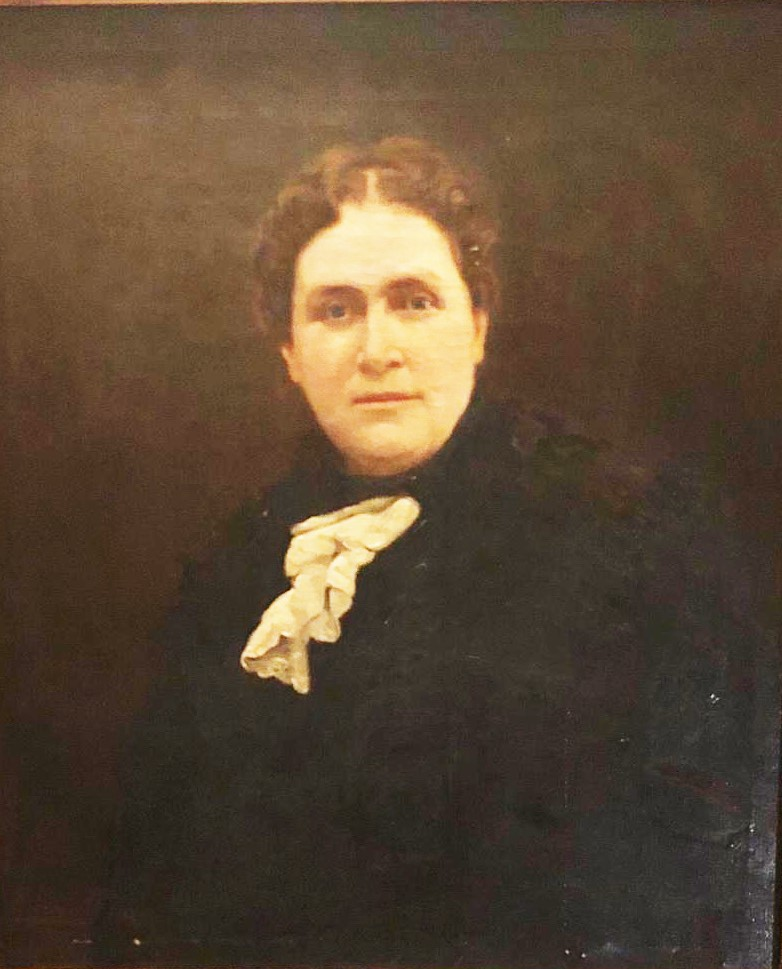
Elena Mackenna de Errázuriz. Nieta del general del ejército libertador Chileno Juan Mackenna

Producto de la Primera Guerra Mundial, en su producción destacan algunos cuadros pequeños que se explican por la escasez económica y que obligó a recurrir a formatos pequeños, que fueron conocidos en ese entonces como manchitas.

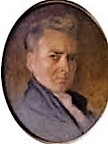
Retrato del pintor Guillermo Vergara Gómez (1890-1943)

En su pintura naturalista, se destacan los retratos y los temas costumbristas como es por ejemplo Mujer del pueblo. En 1910 alcanzó la cima de su carrera con su obra El Pintor bohemio, verdadero retrato que reflejaba el espíritu de la Generación del 13, que supo reflejar profundamente el aire de desamparo que se encontraba dicha generación, también llamada la Generación trágica. Mostró con crudeza la miseria material que contrastaba con una altivez profunda asociada con una riqueza interior. Para él posaron varios pintores de esta generación, destacando los gemelos Guillermo y Nicanor Vergara Gómez.

## Muerte
Su muerte fue a los cincuenta y cinco años de edad, producto de una deficiencia hepática que fue atribuida al estilo de vida bohemio que llevó en su juventud. La pinacoteca de la Universidad de Concepción tiene una parte importante de sus obras.

## Legado

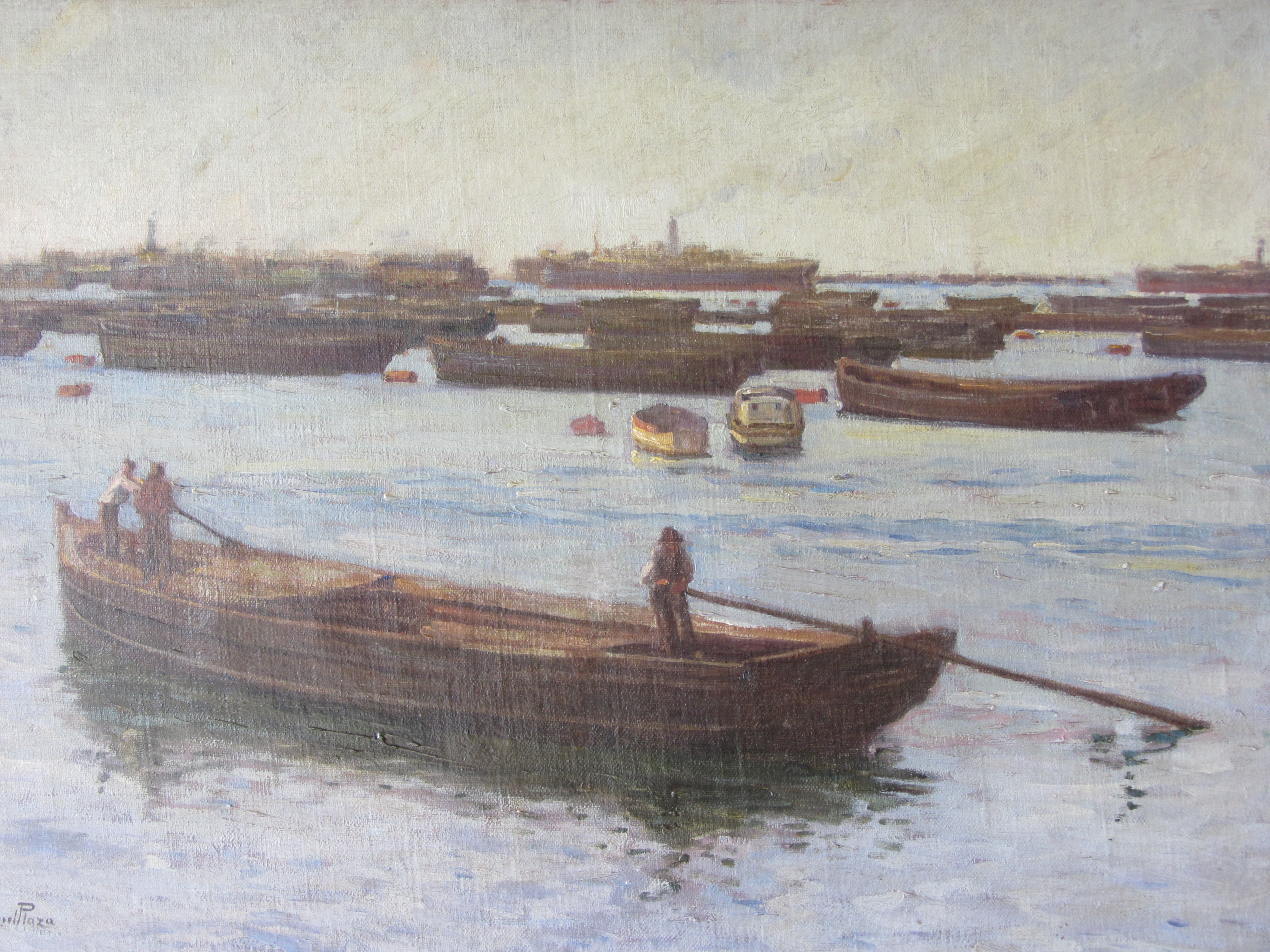
Óleo sobre tela
Barcazas en Valparaíso

Su personalidad artística quedó totalmente definida desde la exposición del centenario, el cual obtuvo el segundo lugar por su obra La Taberna. Su arte fino, limpio, ocres, detalles y de rostros tranquilos, está acorde a su espíritu correcto y altivo. Su infancia fue difícil y su juventud con excesos complejos; esto no fue obstáculo para desarrollar su arte, retratando escenas sencillas, como personajes con la amabilidad correcta. Todo esto lo reflejaba su paleta perfecta. Exequiel Plaza Garay quedó para siempre como modelo de todos los retratistas, situándolo dentro de los prolijos y sensatos.

## Obras en colecciones públicas
•Museo Nacional de Bellas Artes, Santiago de Chile. Mujer del Pueblo; Enrique Cousiño Ortuzar y Luis Cousiño Talavera.

•Museo Histórico Nacional de Santiago de Chile. Retrato de Don José Miguel Carrera Verdugo, 1915, óleo sobre tela.

•Pinacoteca de la Universidad de Concepción. El Pintor Bohemio, óleo sobre tela, 100 x 65 cm.

•Museo Municipal de Artes de Valparaíso, Chile. Barcazas, óleo sobre tela, 100 x 65 cm. (Colección Baburizza).

•Instituto Ibero - Americano de Berlín, Alemania. Retrato de Bernardo O'Higgins, 1935, óleo, 175 x 210 cm.

## Premios y exposiciones

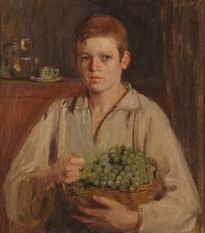
Óleo sobre tela
El niño de las uvas

Exequiel Plaza tubo su cúspide artística entre los diecinueve y los treinta cinco años de edad, periodo coincidente con los premios que recibió.

### Premios y reconocimientos
•1910 Segunda Medalla, Exposición Internacional, Palacio de Bellas Artes, Santiago, Chile.

•1910 Segunda Medalla, Salón Oficial, Santiago, Chile.

•1914 Primera Medalla, Salón Oficial, Santiago, Chile.

•1920 Premio de Retrato, Certamen Edwards, Santiago, Chile.

•1924 Premio de Honor, Salón Oficial, Santiago, Chile.

### Exposiciones individuales

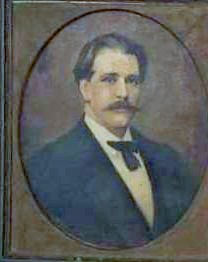
Óleo sobre Tela
Roberto Badilla Mellado
Hacendado Chileno

•1963 Ezequiel Plaza, Retrospectiva, Museo Nacional de Bellas Artes, Santiago, Chile.

•1985 Retrospectiva de Ezequiel Plaza, Pinacoteca de la Universidad de Concepción, Concepción, Chile.

### Exposiciones Colectivas

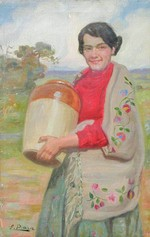
Óleo sobre Tela
Mujer del pueblo

•1908 Salón Oficial, Museo Nacional de Bellas Artes, Santiago, Chile. Además participó los años 1910; 1914, 1915; 1920, 1921; 1924,1925, 1926, 1927; 1932.

•1910 Exposición Internacional del Centenario, Palacio de Bellas Artes, Santiago, Chile.

•1918 Exposición de Primavera de la Fiesta de los Estudiantes, Santiago, Chile.

•1922 II Salón de Invierno, Santiago, Chile.

•1929 Exposición Ibero - Americana, Pabellón de Chile, Sevilla, España.

•1930 Exposición del Cincuentenario de su Fundación, Museo Nacional de Bellas Artes, Santiago, Chile.

•1946 Exposición Colectiva, Santiago, Chile.

•1949 Exposición del Retrato en la Plástica Chilena, Museo Nacional de Bellas Artes, Santiago, Chile.

•1953 Exposición de Pintura y Escultura Chilena Contemporánea. Municipalidad de la Ciudad de Buenos Aires, Argentina.

•1955 Cien Años de Pintura Chilena, Sala de Exposiciones del Círculo de Periodistas, Santiago, Chile.

•1973 Pintores de la Generación del 13, Instituto Cultural de Las Condes, Santiago, Chile.

•1974 Pintores del Mar, Sala de Exposiciones del Ministerio de Educación, Santiago, Chile.

•1975 Pintores Chilenos, TV Nacional, Santiago, Chile.

•1975 El Eterno Femenino, Instituto Cultural de Providencia, Santiago, Chile.

•1976 Siglo y Medio de Pintura Chilena: Desde Gil de Castro al Presente, Instituto Cultural de Las Condes, Santiago, Chile.

•1977 Exposición de Pinturas: Fernando Álvarez Sotomayor y sus Discípulos, Santiago, Chile.

•1978 Grandes Figuras de la Pintura Chilena: Selección de Colecciones Particulares, Instituto Cultural de las Condes, Santiago, Chile.

•1979 Exposición El Niño en la Pintura Chilena, Museo Nacional de Bellas Artes, Santiago, Chile.

•1979 46 Pintores Chilenos desde la Colonia hasta nuestros Días, Municipalidad de Valdivia, Valdivia, Chile.

•1980 La Generación del 13, Banco de Fomento de Valparaíso, Valparaíso, Chile.

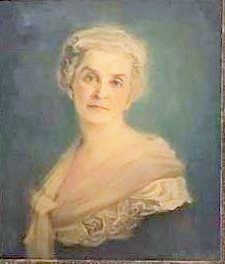
Óleo sobre Tela
Mercedes Padilla Anguita

•1981 La Historia de Chile en la Pintura, Museo Nacional de Bellas Artes, Santiago, Chile.

•1984 13 de 1913, Galería de la Plaza, Santiago, Chile.

•1984 Pinacoteca de la Universidad de Concepción en Homenaje a Claudio Arrau, Centro Histórico de la I. Municipalidad de Chillán, Chile.

•1987 La Generación del 13, Sala Viña del Mar, Viña del Mar, Chile.

•1987 Obras de la Generación del 13 de la Pinacoteca de Concepción, Biblioteca Nacional, Santiago, Chile.

•1987 Panorama de la Pintura Chilena, Instituto Cultural de Las Condes, Santiago, Chile.

•1988 Exposición de Pintores Chilenos, Salón de Exposiciones, Gobernación Provincial de Limarí, Ovalle, Chile.

•1988 La Generación del 13, Chillán, Chile.

•1991 Siglo y Medio de Pintura Chilena, Instituto Cultural de Las Condes, Santiago, Chile.

•1992 Álvarez de Sotomayor y la Generación del Trece, Museo de Arte Contemporáneo, Santiago, Chile.

•1983 Exposición de Pintura Chilena de la Colección del Museo Nacional de Bellas Artes, Sala Matta, Santiago, Chile.

•1993 El Otoño en la Pintura Chilena, Centro Cultural Alameda, Santiago, Chile.

•1995 Exposición de Retratos en la Pintura Chilena, Centro de Extensión Pedro Olmos, Santiago, Chile.

•1995 Retratos en la Pintura Chilena, Instituto Cultural de Providencia, Santiago.

•1997 Providencia en la Pintura Chilena, Instituto Cultural de Providencia, Santiago, Chile.

•1998 La Ciudad de Santiago, Museo de Santiago-Casa Colorada y Espacio Abierto del Museo Nacional de Bellas Artes, Santiago, Chile.

•1999 Obras Escogidas de la Pinacoteca de la Universidad de Concepción, CasaPiedra, Santiago, Chile.

•2002 Desde Rugendas a nuestro Tiempo, Valparaíso en la Pintura, Museo Lord Cochrane de Valparaíso, Chile.

•2007 Los Tesoros del Baburizza, Centro Cultural de Viña del Mar, Viña del Mar, Chile.

•2008 Corporación cultural de Las Condes, Santiago de Chile.